# Recilia trifasciatus
Recilia trifasciatus är en insektsart som beskrevs av Lindberg 1954. Recilia trifasciatus ingår i släktet Recilia och familjen dvärgstritar. Inga underarter finns listade i Catalogue of Life.